# Medicina del son

Exemple d'un diari de son.

La medicina del son és una subespecialitat mèdica que es dedica al diagnòstic i tractament dels trastorns del son. Des de mitjan segle xx, les investigacions han generat coneixements, respostes i qüestionaments cada vegada més amplis sobre el funcionament del cicle son-vigília. Aquesta disciplina, que està creixent ràpidament, ha esdevingut una subespecialitat mèdica reconeguda en alguns països. La medicina del son odontològica també ha estat reconeguda i certificada pels comitès metges d'alguns països. Degudament organitzats, als Estats Units s'estan organitzant programes acadèmics de postgrau d'una durada mínima de 12 mesos. En alguns països, els investigadors del son poden ser els mateixos doctors que ofereixen tractament a persones que tenen dificultats per dormir.
Les primeres clíniques de son dels Estats Units es van fundar en els 70 amb la col·laboració de metges, altres tècnics i professionals de la salut; l'estudi, diagnòstic i tractament de l'apnea obstructiva del son van ser els seus primers objectius. Per 1999, pràcticament qualsevol metge estadounidence sense un tractament específic en medicina del son podia obrir i al seu laboratori del son.
Els trastorns i pertorbacions del son són molt comuns i tenen conseqüències significatives en la vida dels individus afectats, i també efectes econòmics i de molts altres tipus en l'àmbit social. Segons el doctor Charles Czeisler, el Comitè Nacional de Seguretat en el Transport dels Estats Units (US National Transportation Safety Board) ha descobert que la principal causa dels accidents fatals dels tràilers a les carreteres té a veure amb un estat de fatiga dels conductors (fatiga 31%, consum d'alcohol o d'altres substàncies 29%)
, i la privació de son ha estat un factor significatiu en accidents dramàtics com ara el Desastre de l'Exxon Valdez, els incidents nuclears a Txernòbil i a Three Mile Island i l'explosió del transbordador espacial Challenger.